# Balkan-Schneefeld
Das Balkan-Schneefeld (bulgarisch Плато Балкан Plato Balkan) ist ein Schneefeld auf einem Plateau von 150 bis 280 m Höhe im Osten der Livingston-Insel im Archipel der Südlichen Shetlandinseln. Im Südwesten wird es vom Velchev Rock und dem oberen Contell-Gletscher, im Südosten und Osten durch die Ausläufer des Castillo-Nunatak und den Gebirgskamm Burdick Ridge, im Norden durch den unteren Abschnitt des Perunika-Gletschers und der leicht abfallende nordwestliche Teil durch die Hügel entlang des Bulgarian Beach begrenzt.
Bulgarische Wissenschaftler nahmen am 16. März 1994 die Benennung nach der Balkanhalbinsel vor.